# 僕らの頭上に星空は廻る
『僕らの頭上に星空は廻る』（ぼくらのうえにそらはまわる）は、POLARSTARより2013年3月29日に発売されたアダルトゲーム。

## あらすじ
主人公の長森均は星見原学園に入学して三ヶ月目を迎えた。
昔は友人たちを引っ張っていく中心的存在だったが、今では「大人になり」、部活などに入ることもなく、これといった目標のない日々を過ごしていた。
そんな折、同居する従姉の長森櫻との賭に負け、強制的に天文部に入部させられてしまう。
三年生の卒業で部員がいなくなっていた天文部だったが、新たに入部した4人の少女と共に、均は活動を始めていく。

## 登場人物

### 主人公
長森 均（ながもり ひとし）
海外赴任のため両親不在の家に、従姉の櫻と一緒に暮らしている。
小学生の頃、天文に夢中になっていた時期があったが、今はやめてしまっている。

### メインヒロイン
速星 すぴか（はやほし すぴか）
声 - 萌花ちょこ
誕生日：9月20日　星座：乙女座
物語の始まった日に転入してきたポニーテールの少女。均とは同じクラスで隣の席。
親が転勤族で、日本国中を転校してまわっている。
星見原は小学生の頃住んでいた土地であり、均のことを当時の知り合いではないかと考えている。
杉原 香乃（すぎはら かの）
声 - 桐谷華
誕生日：10月31日　星座：さそり座
均の幼なじみで、隣の家に住んでいる。
家庭的で料理が上手。均の世話を焼くのが癖になってしまっている。
笹津 沙梨（ささづ さり）
声 - 桃井いちご
誕生日：3月13日　星座：うお座
すぴかの転校初日、昼休みの屋上で出会った2年生。
綺音の親友。綺音とは対照的に、口数が少なくマイペース。地元の名士の一人娘。
楡原 綺音（にれはら あやね）
声 - 青葉りんご
誕生日：5月23日　星座：双子座
すぴかの転校初日、昼休みの屋上で出会った2年生。
器用で何でもこなすが、非常に飽きっぽい性格。たとえば電気工事士の資格を持っている。
長森 櫻（ながもり さくら）
声 - 大波こなみ
誕生日：12月15日　星座：射手座
均の家に居候している従姉で、星見原学園の教師をしている。
昔とは変わってしまった均のことを気にかけており、天文部に強制的に入部させた。

## スタッフ
- シナリオ - cc、騎西ソアラ
- 原画 - 木村豊也
- 音楽 - 羽鳥風画

## 主題歌
- オープニング主題歌『僕らの頭上に星空は廻る』
  - 歌：Rita / 作詞：cc / 作曲・編曲：羽鳥風画
- エンディング主題歌『Decade』
  - 歌：yozuca* / 作詞：cc / 作曲・編曲：羽鳥風画